# Lista de municípios do Acre por população
Esta lista de municípios do Acre por população está baseada na estimativa de 2024 publicado pelo IBGE. O Acre é uma das 27 unidades federativas do Brasil e é dividida em 22 municípios. O território acreano equivale a 1,92% do brasileiro e conta com mais de 880 mil habitantes (0,41% da população brasileira), o estado possui a décima sexta maior área territorial e o vigésimo quinto contingente populacional dentre os estados do Brasil.
A cidade mais populosa do Acre é Rio Branco, a capital estadual, com mais de 387 mil habitantes. Em seguida, vem Cruzeiro do Sul com cerca de 98 mil habitantes.

## Municípios

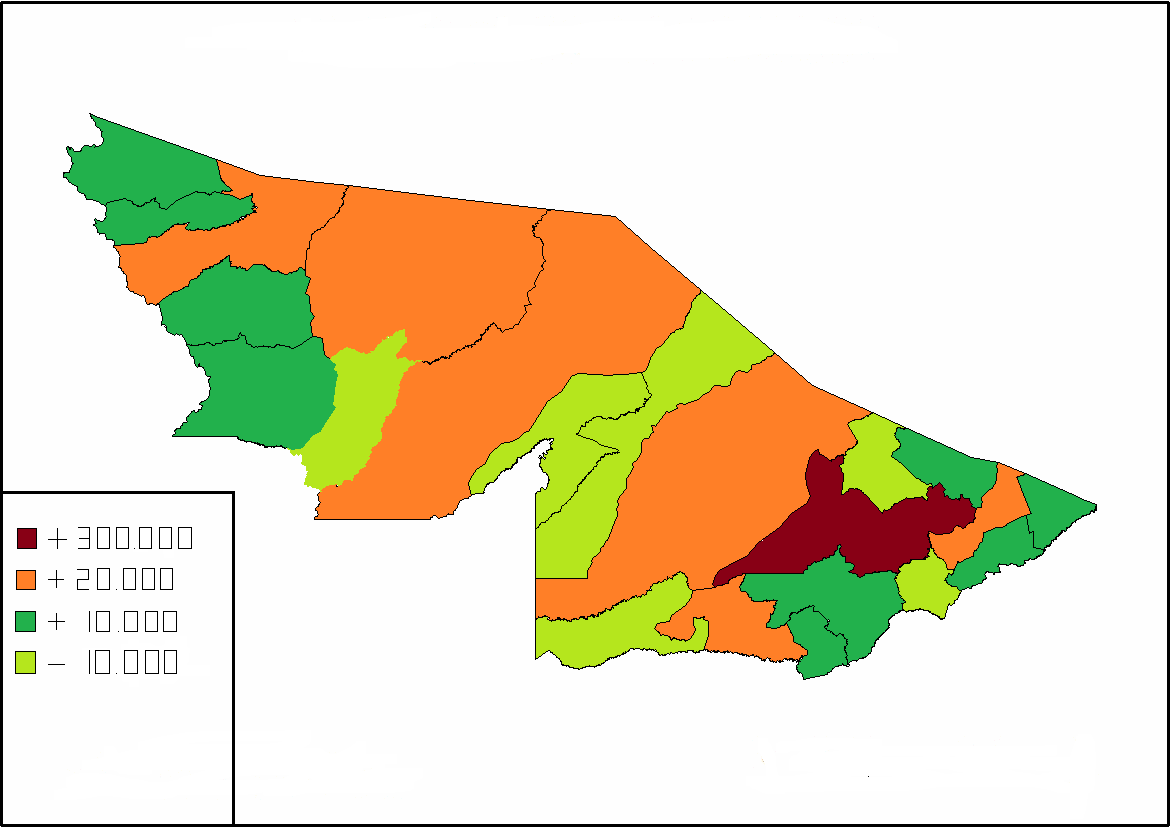
Este mapa mostra todos os municípios do Acre e sua classificação populacional

| Posição | Município            | Código IBGE | População |
| ------- | -------------------- | ----------- | --------- |
| 1       | Rio Branco           | 1200401     | 387 852   |
| 2       | Cruzeiro do Sul      | 1200203     | 98 382    |
| 3       | Tarauacá             | 1200609     | 46 517    |
| 4       | Sena Madureira       | 1200500     | 43 916    |
| 5       | Feijó                | 1200302     | 37 644    |
| 6       | Brasiléia            | 1200104     | 27 841    |
| 7       | Senador Guiomard     | 1200450     | 22 352    |
| 8       | Mâncio Lima          | 1200336     | 20 329    |
| 9       | Epitaciolândia       | 1200252     | 19 739    |
| 10      | Xapuri               | 1200708     | 19 090    |
| 11      | Marechal Thaumaturgo | 1200351     | 17 951    |
| 12      | Porto Acre           | 1200807     | 17 455    |
| 13      | Plácido de Castro    | 1200385     | 17 127    |
| 14      | Rodrigues Alves      | 1200427     | 15 537    |
| 15      | Acrelândia           | 1200013     | 14 657    |
| 16      | Bujari               | 1200138     | 13 766    |
| 17      | Manoel Urbano        | 1200344     | 12 776    |
| 18      | Porto Walter         | 1200393     | 11 275    |
| 19      | Capixaba             | 1200179     | 10 922    |
| 20      | Jordão               | 1200328     | 9 787     |
| 21      | Assis Brasil         | 1200054     | 8 573     |
| 22      | Santa Rosa do Purus  | 1200435     | 7 143     |
| Total   | Acre                 |             | 880 631   |